# Parathiodina compta
Parathiodina compta là một loài nhện trong họ Salticidae.
Loài này thuộc chi Parathiodina. Parathiodina compta được Elizabeth Bangs Bryant miêu tả năm 1943.